# Pico de Boada
Pico de Boada está enclavado en el Macizo Central de los Picos de Europa o macizo de los Urrieles, en Asturias.